# ميرينغن (سويسرا)
ميرينجن ( تُلفظ بالألمانية: [ˈmaɪrɪŋən] ) هي بلدية في المنطقة الإدارية إنترلاكن أوبيرهاسلي في كانتون برن في سويسرا . وإلى جانب قرية ميرينغين، تتضمن بلدية مستوطنات بلسم، Brünigen، Eisenbolgen، هاوزن، Prasti، رمل، شتاين، Unterbach، Unterheidon، Wylerli وZaun.
تشتهر ميرينجن بشلالات Reichenbach القريبة، وهي شلال كان مكانًا للمواجهة النهائية بين المحقق الخيالي شيرلوك هولمز للسير آرثر كونان دويل وعدوه البروفيسور موريارتي . تشتهر القرية أيضًا بادعائها أنها كانت المكان الذي تم فيه إنشاء المرينغ لأول مرة. 
يُظهر شعار النبالة المحلي نسرًا أسود في حقل أصفر. («أو عرض نسر السمور متوجًا ومنقارًا وهزيلًا وعضوًا من الأول.»  ) كان هذا التصميم سابقًا شعار النبالة الخاص بـ Oberhasli Talschaft بأكمله، ويواصل هذا التصميم شعار النبالة الإمبراطوري .

## التركيب الجيولوجي والجغرافي

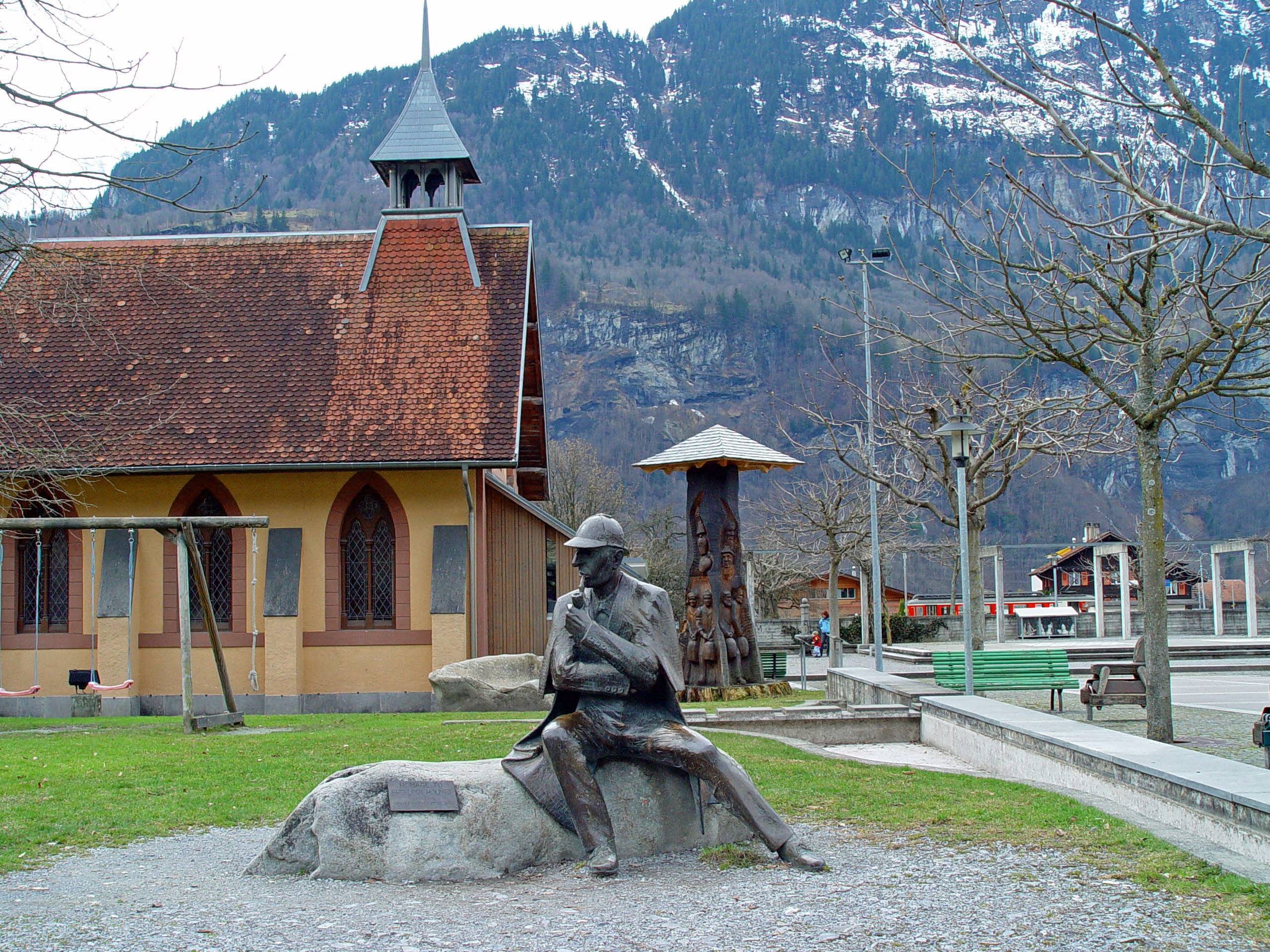
تمثال هولمز والكنيسة الإنجليزية

تقع ميرينجن في منطقة بيرنيز أوبرلاند الشرقية، في هاسليتال على الروافد العليا لنهر آر، عند منبع بحيرة برينز . انها تقع عند سفح عدة الممرات الجبلية، بما في ذلك ممر برونغ إلى وادي سارنير أأ وسويسرا وبالتالي المركزية، و ممر يوج ل إنغيلبرغ، و ممر ساستين إلى الوادي العلوي من رويس، و ممر غريمزسل إلى وادي نهر الرون ومن ثم جنوب سويسرا، وممر غروس شيدغ إلى جريندلفالد .
على الضفة اليمنى لنهر الآر، ترتفع بلدية ميرينجن من ارتفاع 600 متر (2,000 قدم) في قاع الوادي إلى ممر برونيغ عند 1,008 متر (3,307 قدم) وما بعد ذلك إلى نقطة عند 1,375 متر (4,511 قدم) على منحدرات ويلرهورن . على الضفة اليسرى من النهر تمتد حتى جبال الألب وتصل إلى ارتفاع 3,191 متر (10,469 قدم) في قمة ويلهورن . وهي تشمل قرية ميرينغن ومستوطنات ساند، شتاين، أيزنبولغن، هاوسن، بالم، أونترباخ وأونترهيدون في الوادي، قرية برونيغن في ممر برونيغ ونجوع براستي وزون وويلرلي على المنحدرات فوق الوادي. .
البلدية لديها منطقة تبلغ مساحتها، اعتبارًا من 2009، 40.59 كيلومتر مربع (15.67 ميل2) . من هذه المنطقة، 17.75 كيلومتر مربع (6.85 ميل2)، منها 43.7٪ للأغراض الزراعية، بينما 13.27 كيلومتر مربع (5.12 ميل2) أو 32.7٪ من الغابات. ما تبقى من الأرض، 3.04 كيلومتر مربع (1.17 ميل2) أو 7.5 ٪ مستوي (المباني أو الطرق)، 0.53 كيلومتر مربع (0.20 ميل2) أو 1.3٪ إما أنهار أو بحيرات و 6.09 كيلومتر مربع (2.35 ميل2) أو 15.0٪ أرض غير منتجة.
من مساحة البناء، شكلت المساكن والمباني 3.1٪ والبنية التحتية للمواصلات 3.3٪. من بين الأراضي الحرجية، 29.7٪ من إجمالي مساحة الأرض مليئة بالغابات و 1.4٪ مغطاة بالبساتين أو عناقيد صغيرة من الأشجار. من الأراضي الزراعية، يستخدم 3.3٪ لزراعة المحاصيل و 17.8٪ للمراعي و 22.5٪ للمراعي الألبية. كل المياه في البلدية موجودة في الأنهار والجداول. من المناطق غير المنتجة، 5.6 ٪ نباتات غير منتجة و 9.4 ٪ صخرية للغاية بالنسبة للنباتات.

## تاريخ البلدة

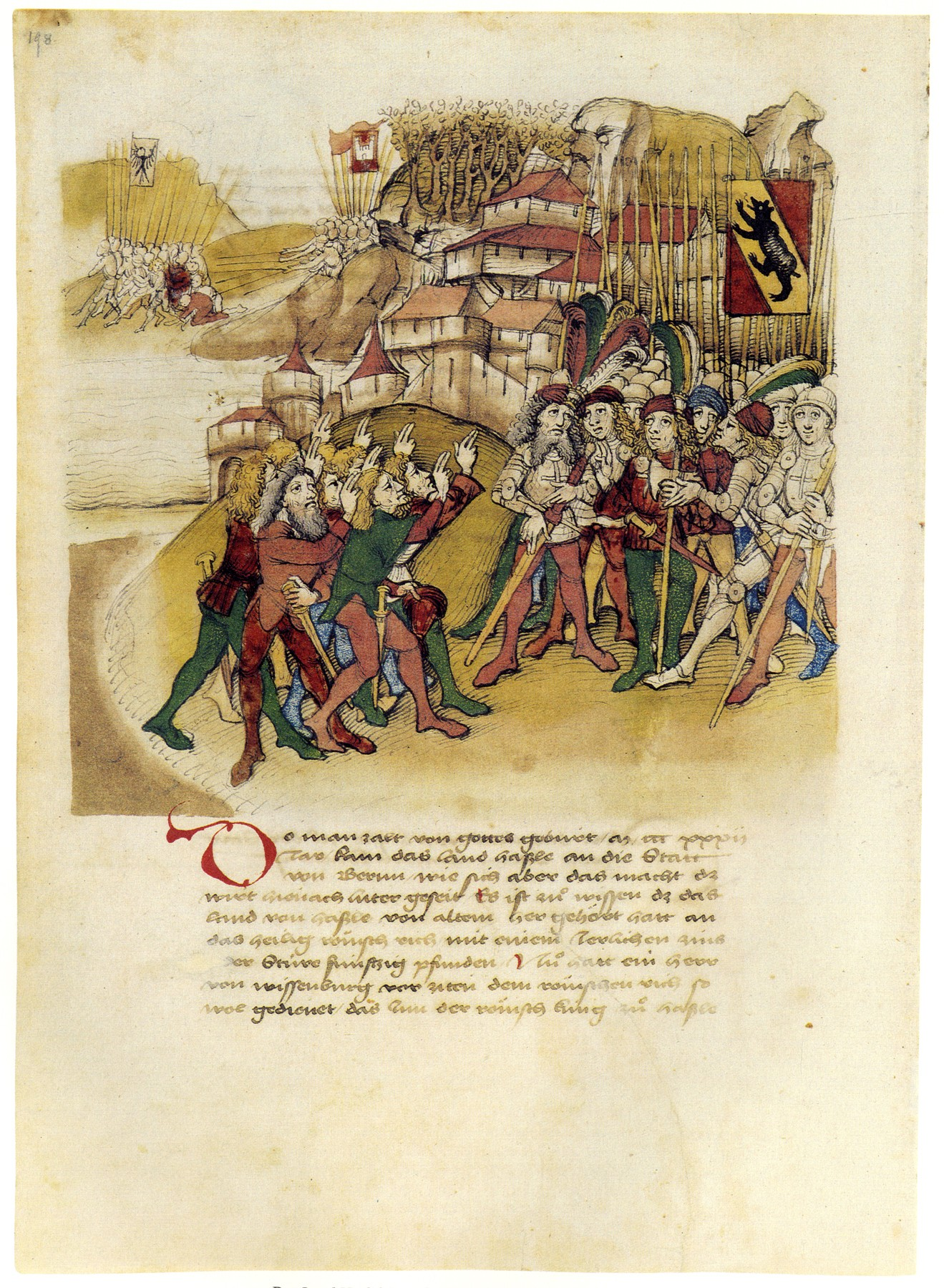
أقسم سكان هاسل على الولاء لبرن عام 1334.

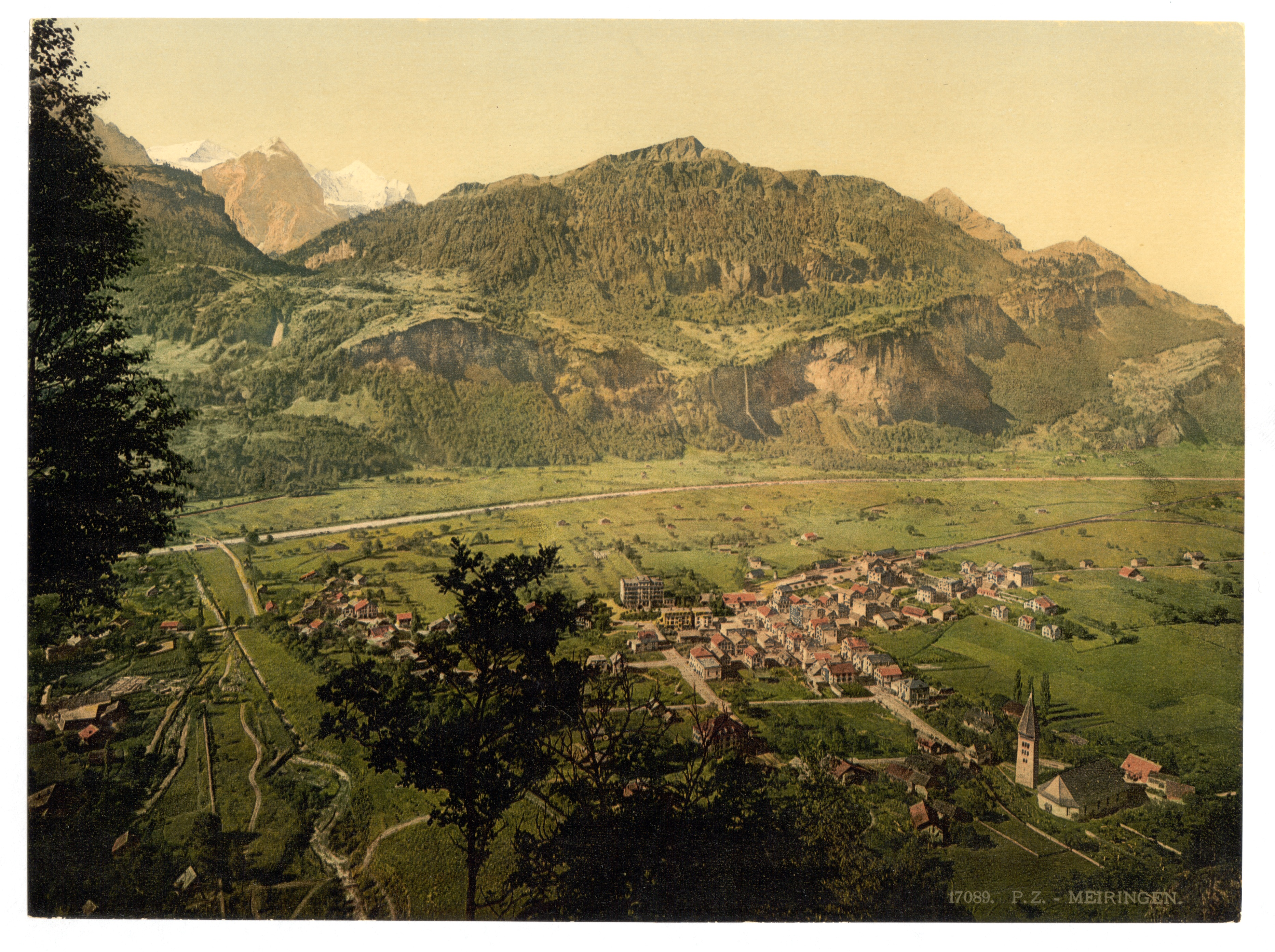
ميرينغن في عام 1900

منظر جوي (1956)

تم ذكر ميرينغن لأول مرة في عام 1234 باسم Magiringin . نظرًا لموقعها الاستراتيجي عند سفح العديد من ممرات جبال الألب، فقد تمت تسوية المنطقة المحيطة بميرينجن على الأقل في أوائل العصور الوسطى . تم بناء أول كنيسة قروية في القرن التاسع أو العاشر. عندما تم تدميرها في طوفان، تم بناء كنيسة القديس ميخائيل الجديدة (المذكورة لأول مرة عام 1234) حوالي 5 متر (16 قدم) فوق الكنيسة القديمة. تعود الكنيسة الحالية للقديس ميخائيل إلى القرن الخامس عشر وتم تجديدها في 1683-1884. تم بناء قلعة Restiturm في القرن الثالث عشر، في حين تم ذكر قلعة Wyghus في ممر Brünig لأول مرة في عام 1333، على الرغم من تدميرها لاحقًا.
كانت ميرينجن دائمًا العاصمة السياسية للوادي المحيط المسمى ( تالشافت ). وكانت عاصمة الإمبراطورية الفورية منطقة نفوذ من هاسلي. في عام 1275، شكل تحالفًا مع مدينة برن . في عام 1311، سلم هنري السابع هاسلي لمنزل فايسنبرغ. بعد ثورة فاشلة في عام 1334، انتقلت هاسلي إلى مدينة بيرن كمنطقة خاضعة بالاسم ولكنها استعادت معظم امتيازاتها السابقة. تحت سيطرة بيرن كانت عاصمة مقاطعة أوبرهاسلي حتى عام 1798. بعد الغزو الفرنسي عام 1798 وإنشاء جمهورية هيلفتيك، كانت عاصمة مقاطعة أوبيرهاسلي في كانتون أوبرلاند (1798-1803) ثم عاصمة مقاطعة أوبيرهاسلي في كانتون برن. كانت القرية موطنًا لمجلس تالشافت، واجتمعت المحكمة الإقليمية عند التقاطع أمام فناء الكنيسة. اليوم لا تزال موطنًا لسلطات منطقة بيرنيز، على الرغم من أن العديد من المكاتب الإدارية والمحكمة المحلية موجودة الآن في إنترلاكن.
كانت ميرينجن المدينة السوقية الوحيدة في الوادي حيث بدأ المعرض السنوي عام 1417. في عام 1490 أصبح هذا سوقًا أسبوعيًا. جاء التجار من الأراضي المنخفضة في لومباردي إلى هنا لشراء الماشية والخيول والجبن. تقع Meiringen عند سفح ممرات Brunig و Grimsel و Susten و Joch، وكانت مركزًا للتجارة من الأراضي المنخفضة عبر الممرات. كانت المهنة الرئيسية خارج قرية ميرينجن هي الزراعة أو تربية الماشية حتى القرن التاسع عشر. في الأصل كان هناك ستة Bäuert (مجموعات زراعية) بين القرى والنجوع الصغيرة في الوادي.
في الخمسينيات من القرن الخامس عشر، دمرت سلسلة من الفيضانات في نهر الآر قريتي بالم و بورغلين في قاع الوادي، وكلاهما مهجور. تم تدمير قرية Unterheid القديمة في عام 1762 عندما غيرت نهر الآر مسارها، على الرغم من إعادة بناء القرية في موقع جديد. في عام 1734 تم بناء جدار ألباخ للحماية من النهر، على الرغم من أن هذه المشكلة لم يتم حلها حتى 1866-1880 مشروع تصحيح مياه الآري.

## النقل والمواصلات

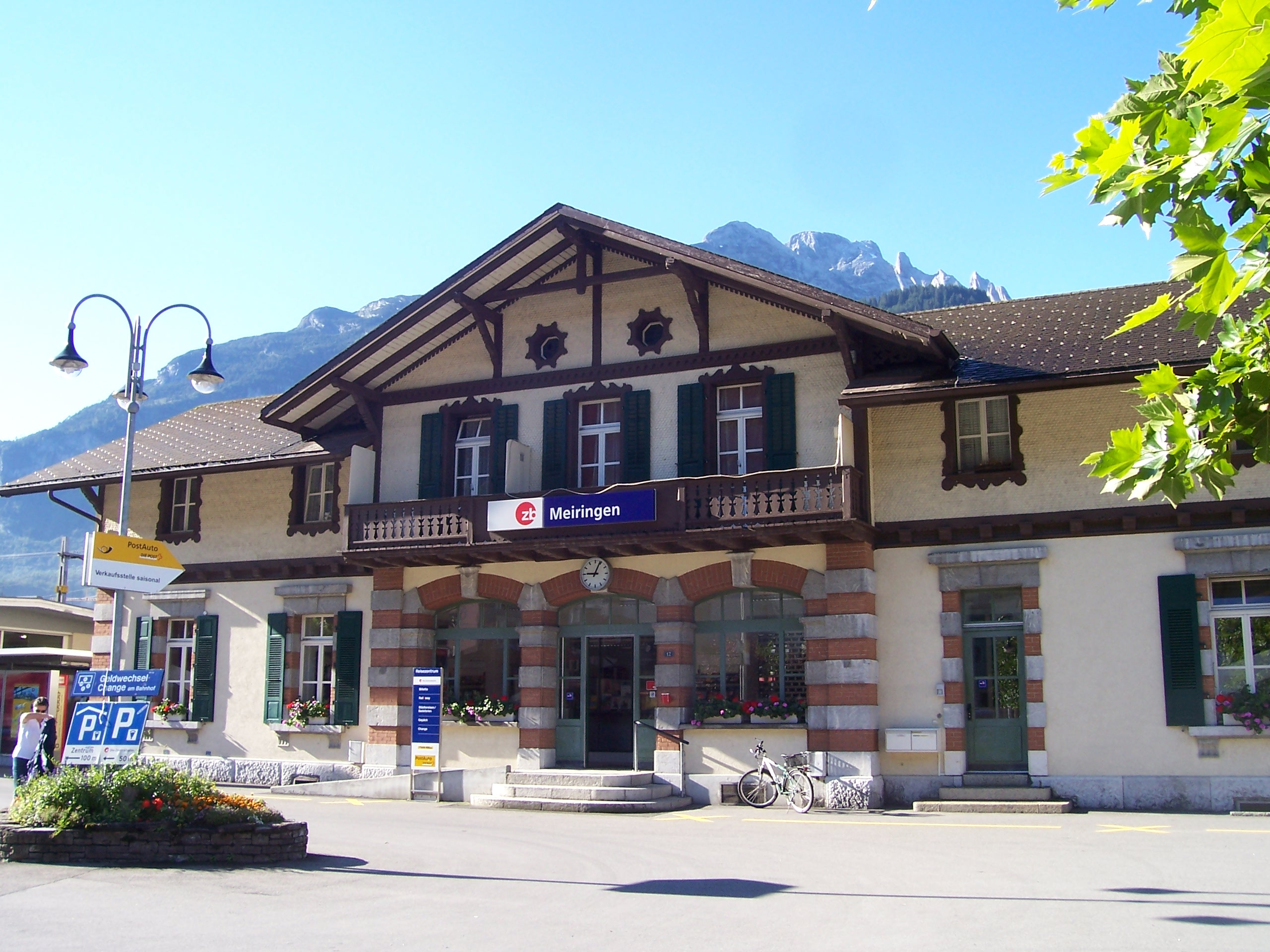
محطة سكة حديد ميرينجن

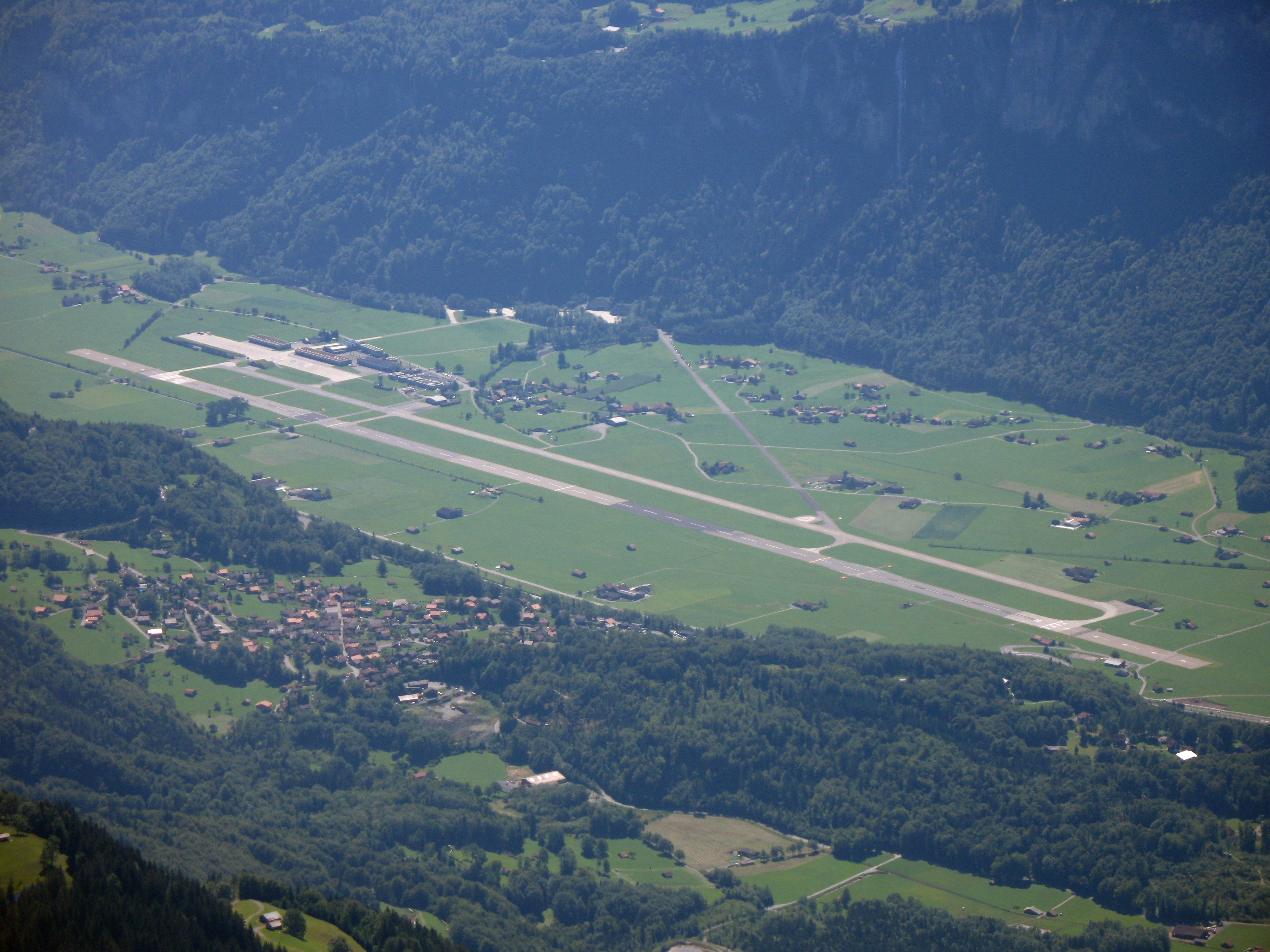
قاعدة ميرينجين الجوية

## بعض مشاهد المدينة

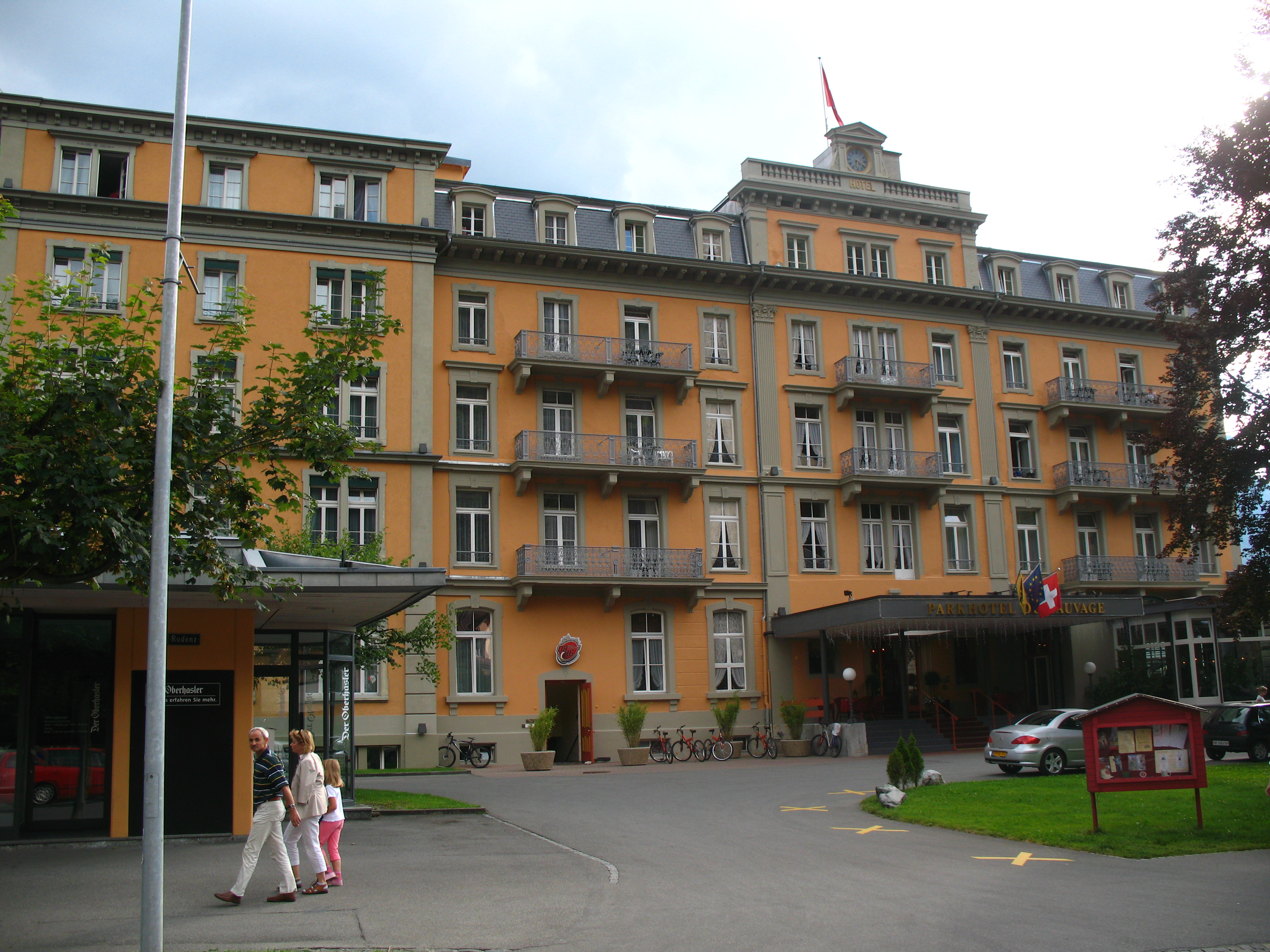
فندق سوفاج في المدينة

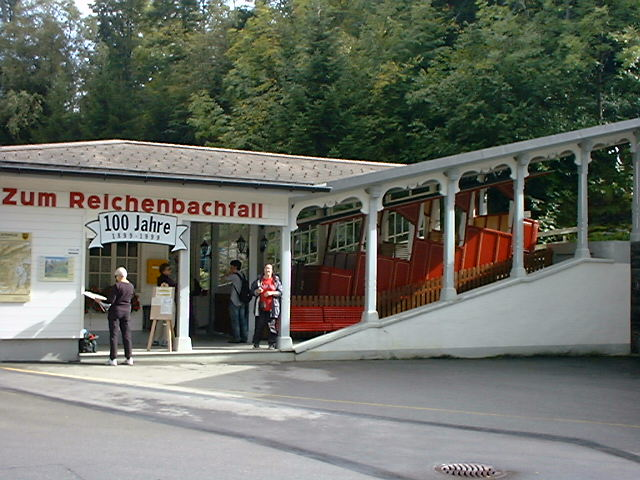
Reichenbachfall-منطقة باهن

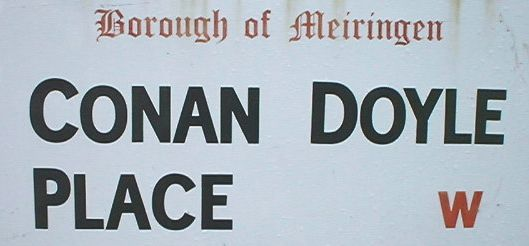
لافتة الشارع خارج متحف هولمز في المدينة

## المناخ
تتميز هذه المنطقة الجغرافية بموسم شتاء طويل حيث يزيد متوسط درجة الحرارة لمدة 5 أشهر عن 10 درجة مئوية ، مع هطول قليل لهطول الأمطار في الغالب على شكل ثلج ، ورطوبة منخفضة. يصنف نظام مناخ كوبن المناخ في ميرينجن على أنه مناخ محيطي معتدل ، ويختصر هذا المناخ بـ Cfb .

## التركيبة السكانية

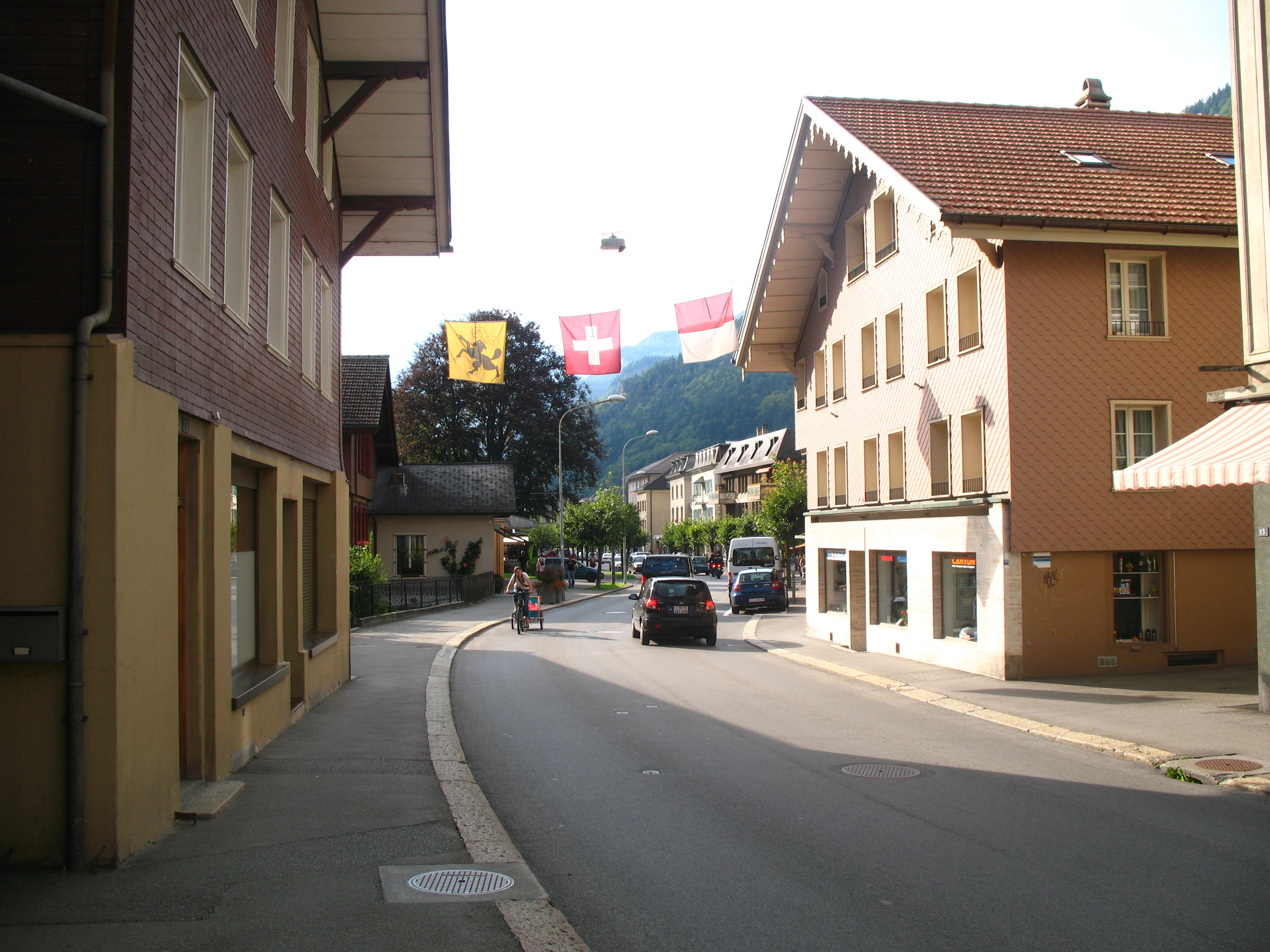
Rudenz، شارع سكني في

عدد سكان ميرينجن خلال ديسمر 2020 من 4666 تسمة .  اعتبارًا من 2010 14.2٪ من السكان هم من الرعايا الأجانب المقيمين. على مدى السنوات العشر الماضية (2000-2010) تغير عدد السكان بمعدل 2.1٪. شكلت الهجرة −0.2٪، في حين شكلت المواليد والوفيات −0.9٪.
معظم السكان ( اعتبارًا من 2000 ) يتحدثون اللغة الألمانية (4،190 أو 88.7٪) كلغة أولى، واللغة الصربية الكرواتية هي ثاني أكثر اللغات شيوعًا (120 أو 2.5٪) واللغة البرتغالية هي الثالثة (77 أو 1.6٪). هناك 43 شخصًا يتحدثون الفرنسية، و 62 يتحدثون الإيطالية وشخصان يتحدثان اللغة الرومانية.